# Bernard Lubat
Bernard Lubat (Uzeste, 1945. július 12. –) francia dzsesszzenész; dobos, zongorista, énekes, ütőhangszeres, vibratonos, harmonikás.

## Pályafutása
Lubat zenész családban nőtt fel, (apja trombitált). Zénészésben részesült a Bordeaux-i és a Párizsi Konzervatóriumban.
1964-1965-ben Jef Gilsonnal dolgozott, 1965-ben pedig a Les Double Six énekese volt. Később a Paris Jazz All Stars, Roger Guérin és a The Swingle Singers együttesben dobolt. Dolgozott session-zenészként is, többek között Hubert Rostaing-nal. Vele 1969-től egyre inkább avantgárd zenét játszott, de folytatta a hagyományosabb stílusokban való munkát is, többek között Dexter Gordonnal, Stan Getz-cel és Eddy Louissal.
Élete során rengeteg nagy művésszel, dzsessz-óriással és pop-muzsikussal játszott együtt. Partner volt például Dalida, Charles Aznavour, Claude François, Yves Montand, Sacha Distel, Salif Keita, Manu Dibango, Max Roach, René Thomas, Alby Cullaz, Michel Graillier, Jean-Luc Ponty, Sylvain Luc, Mimi Perrin, Pierre Michelot, Martial Solal, Michel Portal, Jean-François Jenny-Clark, Roland Kirk, Bud Powell, Archie Shepp, Kenny Clarke, Cecil Taylor, Nathan Davis, Didier Lockwood, Stéphane Grappelli, Hermeto Pascoal, Eddy Louiss, Vanina Michel, Jacques di Donato, Sigfried Kessler, Géraldine Laurent, Luther François, Dominique Pifarély, Dante Agostini, Dizzy Gillespie, Sonny Stitt, Georges Moustaki, Jean-Marie Machado, Joëlle Léandre, Misha Mengelberg, Coleman Hawkins, Ben Webster, Michel Petrucciani, Modern Jazz Quartet, Don Cherry, Bernadette Lafont,... és mások mellett.

## Albumok
- 1987: Laborintus II de Luciano Berio (percussions dins l'ensemble Musica Viva)
- Scatrapjazzcogne
- Conversatòri (piano solo)
- 2001: Poïésiques, en 2001, 2 CD e un liberòt de poesias de Bernat Manciet lejudas per l'autor dab ua musica de Bernat Lubat
- Bernard Lubat soli solo saga -Vive L'amusique ( DVD-CD)
- 2006: Improvista/ Michel Portal, Bernard Lubat
- Musica del documentari de Vincent Glenn
- Bernard Lubat and his Mad Ducks

## Díjak
- 1972-ben Django Reinhardt-díjjal tüntették ki.

## Filmek
- Bernard Lubat az IMDb-n

## Fordítás
Ez a szócikk részben vagy egészben  a   Bernard Lubat című angol Wikipédia-szócikk ezen változatának fordításán alapul.  Az eredeti cikk szerkesztőit annak laptörténete sorolja fel. Ez a jelzés csupán a megfogalmazás eredetét és a szerzői jogokat jelzi, nem szolgál a cikkben szereplő információk forrásmegjelöléseként.